# البيطرة (تبن)

تعديل مصدري - تعديل

البيطرة هي إحدى قرى عزلة الحوطة بمديرية تبن التابعة لمحافظة لحج، بلغ تعداد سكانها 721 نسمة حسب تعداد اليمن لعام 2004.